# União dos Palmares (kommun)
União dos Palmares är en kommun i Brasilien.   Den ligger i delstaten Alagoas, i den östra delen av landet, 1 500 km nordost om huvudstaden Brasília. Antalet invånare är 62 401.
Följande samhällen finns i União dos Palmares:
- União dos Palmares

Omgivningarna runt União dos Palmares är en mosaik av jordbruksmark och naturlig växtlighet. Runt União dos Palmares är det ganska tätbefolkat, med 155 invånare per kvadratkilometer.